# Vinnie Moore
Vincent Moore, noto come Vinnie Moore (New Castle, 14 aprile 1964), è un chitarrista heavy metal statunitense.
Fa parte della band britannica UFO ed è considerato uno dei chitarristi più influenti tra quelli che nella metà degli anni ottanta presero parte al cosiddetto shredder boom, ovvero il periodo in cui chitarristi dotati di grande tecnica si affermarono nella scena heavy metal.

## Biografia

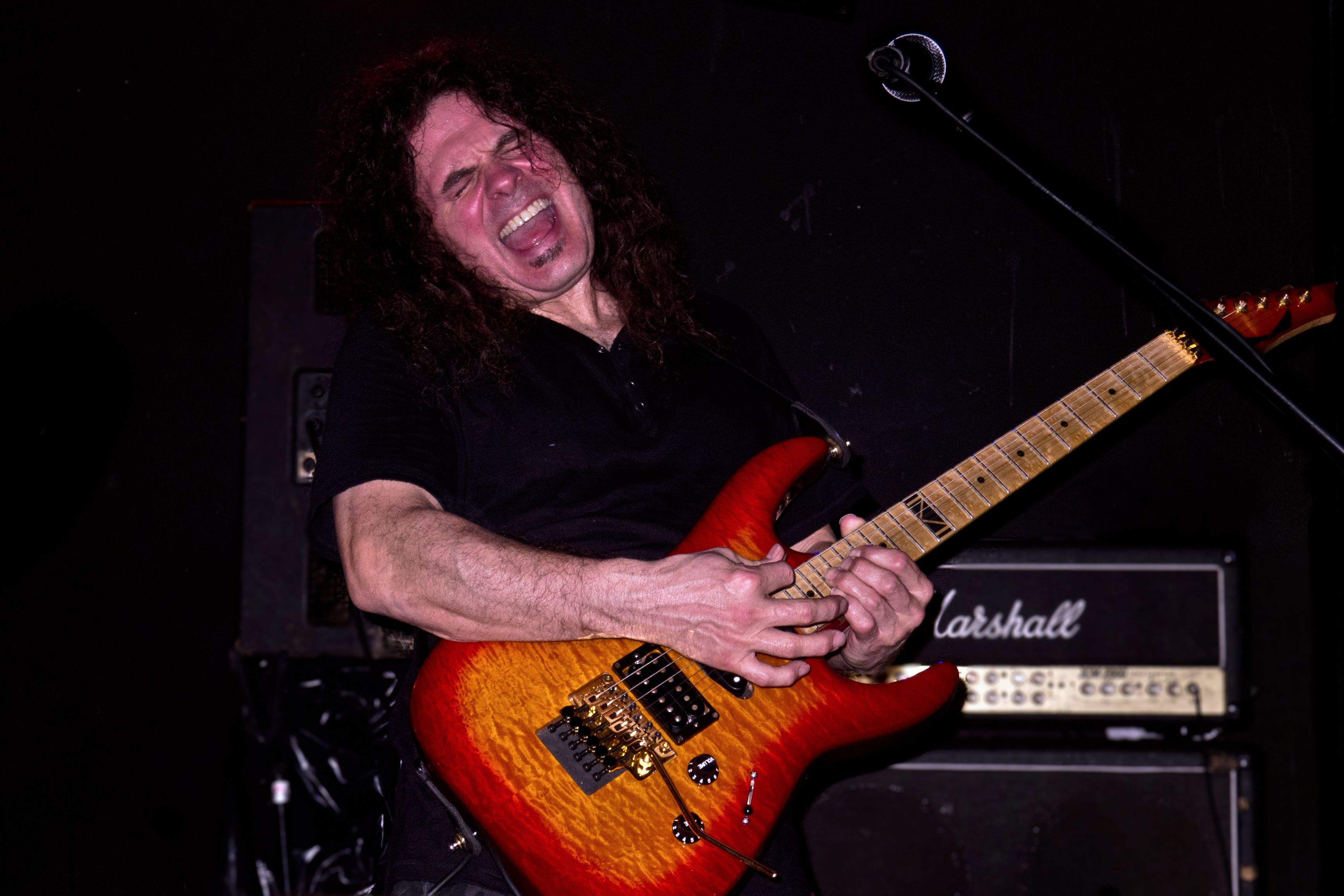
Live a Madrid nel 2011

A parte gli accordi, la prima melodia che Vinnie imparò a suonare fu quella di Blue Wind, dall'album Wired di Jeff Beck.
La sua carriera professionale iniziò all'età di 12 anni, suonando in vari club e bar finché Mike Varney dell'etichetta Shrapnel lo scoprì attraverso un articolo su una rivista specializzata. Tramite Varney, nel 1985 Moore ebbe l'opportunità di registrare la colonna sonora di uno spot pubblicitario per la Pepsi.
Nel 1986 registrò il suo primo album, Mind's Eye, per la Shrapnel Records, pluripremiato dalla critica del settore e venduto in oltre 100 000 copie.
Si unì poi alla band heavy metal Vicious Rumors, partecipando alle registrazioni del loro album di debutto, Soldiers of the Night e successivamente alla band di Alice Cooper per un tour.
Nel 1987 pubblicò il video didattico Advanced Lead Guitar Techniques, seguito nel 1989 da Speed, Accuracy and Articulation. Fra il 1988 ed il 2001 incise altri cinque album come solista per la Shrapnel Records, e successivamente entrò a far parte degli UFO, coi quali pubblicò gli album You Are Here nel 2004 e The Monkey Puzzle nel 2006.
Nel 2009, oltre ad aver intrapreso un tour negli Stati Uniti e in Europa assieme agli UFO, suonò in molte città europee come solista, assieme a un gruppo composto da Kee Marcello, Michael Ehre alla batteria e Ken Sandin al basso. Pubblicò successivamente l'album To the Core, proseguendo la sua carriera solista senza interrompere la sua presenza negli UFO.
Nel 2010 intraprese un nuovo tour da solista, accompagnato dal team di supporto composto da Lars Lehmann al basso, Aquiles Priester alla batteria e Mike DiMeo come cantante e tastierista.

### Strumentazione
Nel corso della sua carriera è stato endorser per diverse case produttrici di chitarre, tra cui Ibanez, con la quale disegnò il modello VM-1 Vinnie Moore Model, e Music Man. Nel 2007 firmò un contratto con Dean Guitars per il modello Vinman-2000, con pickup Dean e DiMarzio.

## Discografia

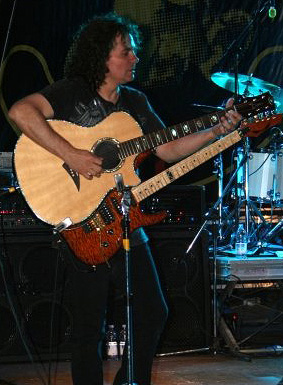
Live con gli UFO a Cercemaggiore

### Da solista

#### Album in studio
- 1986 - Mind's Eye
- 1988 - Time Odyssey
- 1991 - Meltdown
- 1996 - Out of Nowhere
- 1999 - The Maze
- 2001 - Defying Gravity
- 2009 - To the Core
- 2015 - Aerial Visions
- 2019 - Soul Shifter

#### Live
- 2000 - Live!

#### Raccolte
- 2006 - Collection: The Shrapnel Years

### Con i Vicious Rumors
- 1985 - Soldiers of the Night

### Con gli UFO
- 2004 - You Are Here
- 2006 - The Monkey Puzzle

#### Partecipazioni
- 1991 - Hey Stoopid (Alice Cooper)
- 2005 - Rhythm of Time (Jordan Rudess)
- 2008 - D.E.V.O.L.U.T.I.O.N. (Destruction)
- 1994 - Smoke on the Water: a Tribute to Deep Purple
- 1997 - Black Night: Deep Purple Tribute
- 2006 - Viva Carlos! A Supernatural Marathon Celebration

## Videografia
- 1987 - Advanced Lead Guitar Techniques
- 1989 - Speed, Accuracy, & Articulation
- 2005 - Showtime (live con UFO)

## Galleria d'immagini

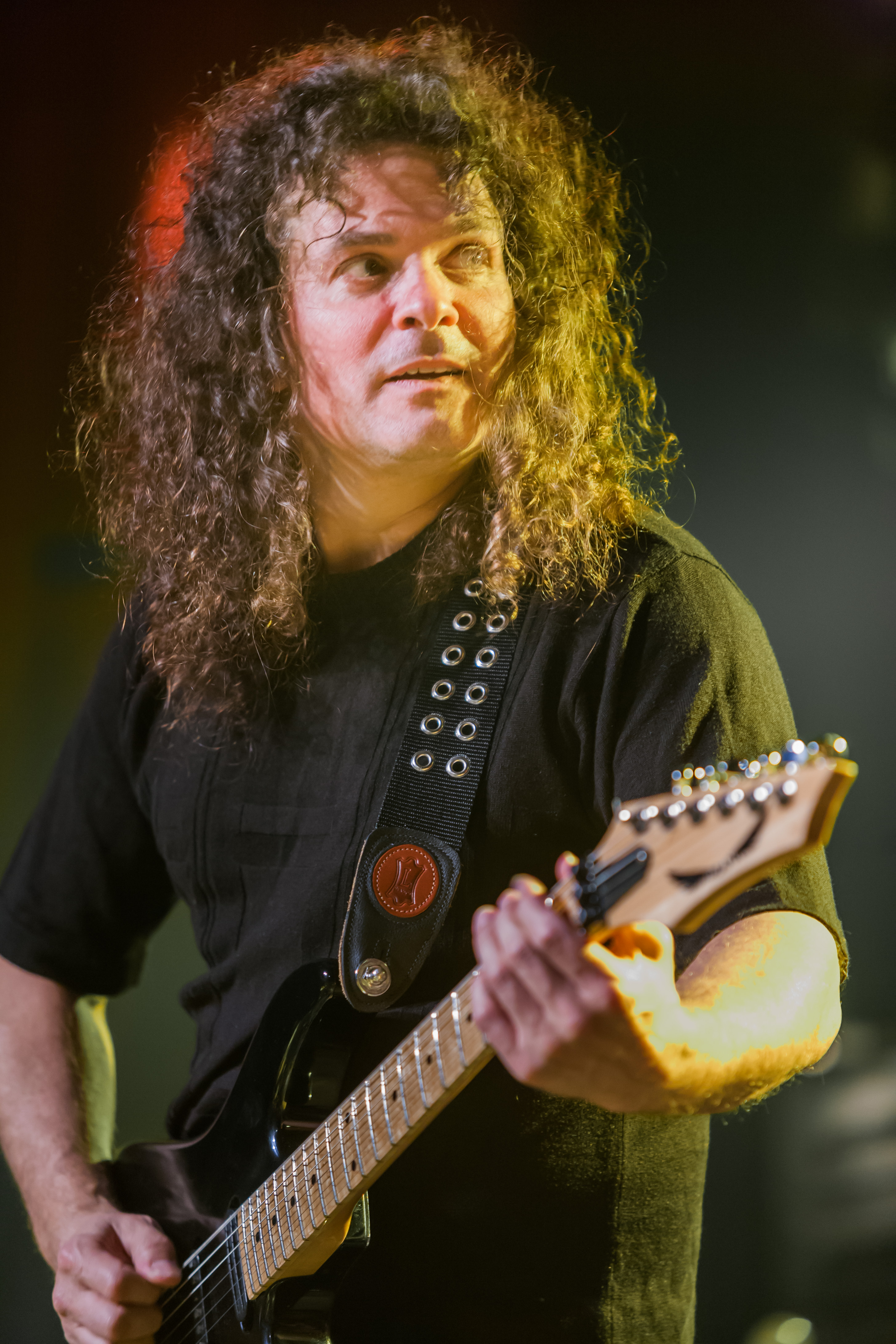
Live con gli UFO (2007)
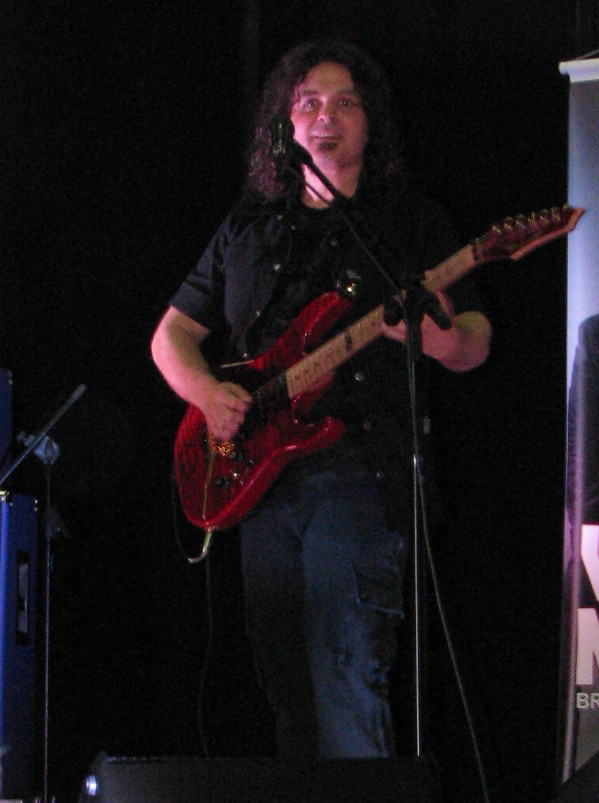
Live a Brusque, Brasile, (2010)